# 天龙座矮星系
天龍座矮星系是一個橢球星系。它是羅威爾天文台的艾伯特·喬治·威爾遜於1954年在國家地理學會的POSS專案的攝影底片上發現的。它是本星系群的成員之一，並且是銀河系的衛星星系。天龍座矮星系位於天龍座的方向上，在銀河平面上方34.6°之處。

## 特色
Paul W. Hodge在1964年分析了它的恆星分布狀態，並得出其扁率為0.29 ± 0.04的結論。 
最近的研究表明，這個星系可能擁有大量的暗物質。它的絕對星等是-8.6[c]，總光度是只有2×105 L☉，是銀河系最黯淡的夥伴之一。
天龍座矮星系包含許多紅巨星分支（RGB）的恆星；有5顆碳星在這個矮星系中被確認，並且可能有4顆漸近巨星分支（AGB）星被發現。
估計天龍座矮星與地球的距離是80,000 ± 10,000秒差距，兩軸的跨距是 830 ± 100 和570 ± 70秒差距 [d]。

## 天琴座RR型變星
在1961年，沃爾特·巴德和Henrietta H. Swope研究天龍座矮星系，發現260顆變星，其中138顆位於星團的中心，並且有5顆被確認為天琴座RR型變星。從天琴座RR變星導出的距離模數是19.55[a]，此一發現意味著距離是81,000秒差距[b]。

## 金屬量
天龍座矮星系的主要組成是老年星族的恆星和微不足道的星際物質（基本上是無塵）。來自75% 至90%的恆星形成的年齡超過100億年，其次是在20至30億年的小爆發形成，比率較低的恆星。它有一個單一的高斯分佈與Fe/H1.74dex 和0.24dex的標準差（sigma/σ），並且有一個富含金屬恆星的小尾巴。天龍座矮星系的中心區域有著更多富含金屬的恆星，在紅水平分支的恆星比藍水平分支得更為集中在中央。

## 暗物質
最近，矮橢球星系已經成為研究暗物質的主要物件。天龍座矮星系是特別受到關注的一個。 徑向速度的計算揭示計算天龍座矮星系有很大的內部速度色散，給出高達440 M☉/L☉的質量亮度比，暗示有大量的暗物質。據推測，大速度色散可以解釋為"潮汐矮星"（來自矮星系，幾乎未受約束的恆星溪流，破壞了銀河系的位能）。然而，天龍座矮星系狹窄的水平分支不支援此模型。剩餘的解釋就只有暗物質了，使得天龍座矮星系在2007年成為已知受到大量暗物質主導的天體。在天龍座矮星系的暗物質分佈至少已經接近等溫 。
在大半徑、徑向速度色散表現出奇快的行為。一個可能的解釋，這將存在一種以上的恆星族群分佈。這建議需要進一步的研究天龍座矮星系的金屬量、年齡和矮橢球星系的一般性質。

## 註解
1. ^ Assuming an absolute magnitude of +0.5 V for RR Lyrae the apparent modulus of the Draco Dwarf is 19.58 m - M.[6]  Using a reddening value towards Draco Dwarf of 0.03 ± 0.01[4] we get a true distance modulus of 19.55.
2. ^  Using the distance modulus formula of 1×10(0.2 * 19.55 + 1) we get an RR Lyrae estimated distance of 81 kpc.
3. ^ Apparent Magnitude of 10.9[1] - distance modulus of 19.52 (80 kpc) = −8.6
4. ^ distance 80 ± 10 kpc × tan( diameter_angle = 35′.5 × 24′.5[1] ) = 830 ± 100 × 570 ± 70 pc diameter

## 外部連結
- WikiSky上关于The Draco Dwarf的内容：DSS2, SDSS, GALEX, IRAS, 氢α, X射线, 天文照片, 天图, 文章和图片